# West Island (îles Cocos)
Pour les articles homonymes, voir West Island.
West Island (en malais : Pulo Panjang) est la capitale des îles Cocos, territoire extérieur de l'Australie. La population dépasse à peine 190 habitants
La ville est surtout le quartier administratif du territoire, avec notamment l'aéroport des îles Cocos. La population de la ville est donc majoritairement issue de l'Australie, contrairement à Home Island, où est concentrée la population d'origine malaise.